# Lípy u křížku v Červeném Hrádku
Lípy u křížku v Červeném Hrádku jsou dvě památné lípy malolisté (Tilia cordata), které rostou v poli asi 1 km východně od obce Červený Hrádek v okrese Kolín. Lípy jsou chráněny od roku 1983 jako významná krajinná dominanta.
- Lípy jsou vysoké asi 15 m
- odhadované stáří je více než 100 let